# キンアムプー
キンアムプー（キンアンプーとも、กิ่งอำเภอ）はタイの地方行政組織の一つで、チャンワット（県）の下位、タムボン（町）の上位組織である。しばしアムプー（郡）と混同されるが、こちらの方は、ある一定の条件を満たしていない時に地域に使われる。条件を満たせばアムプーに昇格する。「副郡」、「分郡」、「準郡」などと訳されるが、ここでは「分郡」とした。

## 関連記事
- タイの県